# Nogomet na Otočkim igrama 2007.
Grčki otok Rod je 2007. bio domaćinom desetog izdanja nogometnog turnira na Otočkim igrama.
Momčad Gibraltara je osvojila svoj prvi naslov prvaka.

## Natjecateljski sustav
Igralo se u dva dijela. U prvom dijelu se igralo u dvije skupine jednostrukom ligaškom sustavu, a u drugom dijelu natjecanja se igralo na ispadanje. Momčadi iz dviju skupina su se križale u borbama za plasman. 

## Sudionici
Sudjelovalo je 11 momčadi.
| - Åland - Bermuda - Frøya - Gibraltar - Gotland |  | - Jersey - Minorca - Rodos - Saaremaa - Vanjski Hebridi - Ynys Môn (Anglesey) |

## Natjecanje po skupinama

### Skupina 1
| Mjesto | Momčad    | Ut | Pb | N | Pz | Ps | Pr | RP | Bod |
| 1.     | Gibraltar | 2  | 1  | 1 | 0  | 3  | 2  | 1  | 4   |
| 2.     | Jersey    | 2  | 1  | 1 | 0  | 2  | 1  | 1  | 4   |
| 3.     | Minorca   | 2  | 0  | 0 | 2  | 1  | 3  | -2 | 0   |
| ------ | --------- | -- | -- | - | -- | -- | -- | -- | --- |

### Skupina 2
| Mjesto | Momčad   | Ut | Pb | N | Pz | Ps | Pr | RP | Bod |
| 1.     | Bermuda  | 2  | 1  | 0 | 1  | 3  | 2  | 1  | 3   |
| 2.     | Åland    | 2  | 1  | 0 | 1  | 4  | 4  | 0  | 3   |
| 3.     | Ynys Môn | 2  | 1  | 0 | 1  | 4  | 5  | -1 | 3   |
| ------ | -------- | -- | -- | - | -- | -- | -- | -- | --- |

### Skupina 3
| Mjesto | Momčad   | Ut | Pb | N | Pz | Ps | Pr | RP | Bod |
| 1.     | Rodos    | 2  | 2  | 0 | 0  | 5  | 1  | 4  | 6   |
| 2.     | Frøya    | 2  | 1  | 0 | 1  | 4  | 5  | -1 | 3   |
| 3.     | Saaremaa | 2  | 0  | 0 | 2  | 2  | 5  | -3 | 0   |
| ------ | -------- | -- | -- | - | -- | -- | -- | -- | --- |

### Skupina 4
| Mjesto | Momčad          | Ut | Pb | N | Pz | Ps | Pr | RP | Bod |
| 1.     | Vanjski Hebridi | 2  | 2  | 0 | 0  | 5  | 2  | 3  | 6   |
| 2.     | Gotland         | 2  | 0  | 0 | 2  | 2  | 5  | -3 | 0   |
| ------ | --------------- | -- | -- | - | -- | -- | -- | -- | --- |

## Za plasman od 9. do 11. mjesta

### Doigravanje
- Poraženi završava na 11. mjestu.

4. srpnja, stadion Arhangelos
| Minorca | - | Anglesey | 6:1 |

### Za 9. mjesto
5. srpnja, stadion Ialyssos
| Minorca | - | Saaremaa | 4:1 |

## Za plasman od 5. do 8. mjesta

### Doigravanje
4. srpnja, stadion Ialyssos
| Jersey | - | Åland | 1:0 |

4. srpnja, stadion Marica
| Frøya | - | Gotland | 0:3 |

### Za 7. mjesto
5. srpnja, stadion "Gregoris Lambrakis"
| Åland | - | Frøya | 3:1 |

### Za 5. mjesto
5. srpnja, stadion Embona
| Jersey | - | Gotland | 1:0 |

## Borba za odličja

### Poluzavršnica
4. srpnja, stadion Diagoras
| Gibraltar | - | Bermuda | 2:0 |

4. srpnja, stadion Paradisi
| Rodos | - | Vanjski Hebridi | 1:0 |

### Za brončano odličje
5. srpnja, stadion Marica
| Bermuda | - | Vanjski Hebridi | 0:1 |

## Završnica
6. srpnja, stadion Diagoras
| Gibraltar | - | Rodos | 4:0 |

| Prvaci na Otočkim igrama 2007. |
| ------------------------------ |
| Gibraltar Prvi naslov          |